# Fraction inspirée en oxygène
La fraction inspirée en Oxygène (FiO2) est la fraction ou le pourcentage d'oxygène présent dans le mélange gazeux que respire une personne. Les patients ayant des difficultés à respirer bénéficient d'un air enrichi en oxygène, ce qui signifie que la FiO2 de ce dernier est supérieure à la normale atmosphérique. L'air naturel contient 20,9% d'oxygène, ce qui équivaut à une FiO2 de 0.209. L'air enrichi en oxygène a une FiO2 supérieure à 0,21; jusqu'à 1,00 ou 100% d'oxygène. Cependant, la FiO2 est généralement maintenue en dessous de 0,5 même avec la ventilation mécanique, pour éviter les effets toxiques de l'oxygène à haute concentration.
Si un patient est muni d'une canule nasale ou d'un simple masque, chaque litre/min d'oxygène ajoute environ 4 points de pourcentage à la FiO2 pour les 3 premiers litres et seulement 3 points de pourcentage pour chaque litre additionnel (par exemple, un patient avec une canule nasale recevant 4L/min de débit d'oxygène aurait une FiO2  égale à 21 % + (3 x 4 %)+(1 x 3 %) =36 %).
La FiO2 est souvent utilisée en médecine pour représenter le pourcentage d'oxygène participant aux échanges gazeux. Si la pression barométrique change, la FiO2 peut rester constante alors que la pression partielle de l'oxygène change avec le changement de pression barométrique.

## Équations
équation abrégée de l'air alvéolaire :
{\displaystyle P_{A}O_{2}={\frac {P_{E}O_{2}-P_{i}O_{2}{\frac {V_{D}}{V_{t}}}}{1-{\frac {V_{D}}{V_{t}}}}}}
PAO2, PEO2, et PiO2 sont les pressions partielles d'oxygène alvéolaire, expirée et inspirée respectivement.
VD/VT est le ratio de l'espace mort physiologique sur le volume courant.

## Médecine
En médecine le FiO2 est le présumé pourcentage d'oxygène participant à l'échange de gaz dans les alvéoles.

## Utilité
Le rapport entre la pression partielle de l'oxygène dans le sang artériel (PaO2) et la FiO2 est utilisé comme indicateur de l'hypoxémie par l'American-European Consensus Conference sur des lésions pulmonaires. Une forte FiO2 peut altérer le ratio PaO2/FiO2.

## Le ratio PaO2/FiO2
Le rapport de la pression partielle artérielle en oxygène et de la fraction inspirée en oxygène, parfois appelé l'indice de Carrico, est une comparaison entre le niveau d'oxygène présent dans le sang et la concentration d'oxygène dans l'air inspiré. Il permet de déterminer la gravité du trouble de transfert de l'oxygène depuis les poumons vers le sang Un échantillon de sang artériel est recueilli pour ce test. Un ratio PaO2/FiO2 inférieur ou égal à 200 est nécessaire pour le diagnostic du syndrome de détresse respiratoire aiguë selon le critère de l'AECC. Le critère, plus récent, de Berlin définit une SDRA bénigne à un ratio <300.
Un ratio PaO2/FiO2 inférieur ou égal à 250 est l'un des critères mineurs d'une pneumonie communautaire grave.
Un ratio PaO2/FiO2 inférieur ou égal à 333 est l'une des variables du score de risque SMART-COP pour l'aide respiratoire intensive ou le soutien à la vasoconstriction dans la pneumonie communautaire.

## Formules connexes

### L'équation de l'air alvéolaire
L'équation de l'air alvéolaire est utilisée pour calculer la pression partielle d'oxygène alvéolaire :
{\displaystyle P_{A}O_{2}=F_{I}O_{2}(PB-PH_{2}O)-P_{A}CO_{2}(F_{I}O_{2}+{\frac {1-FIO2}{R}})}